# Givenchy-lès-la-Bassée
Givenchy-lès-la-Bassée is een gemeente in het Franse departement Pas-de-Calais (regio Hauts-de-France). De plaats maakt deel uit van het arrondissement Béthune. Givenchy-lès-la-Bassée telde op 1 januari 2022 989 inwoners.

## Geografie
De oppervlakte van Givenchy-lès-la-Bassée bedroeg op 1 januari 2022 3,89 vierkante kilometer; de bevolkingsdichtheid was toen 254,2 inwoners per km².

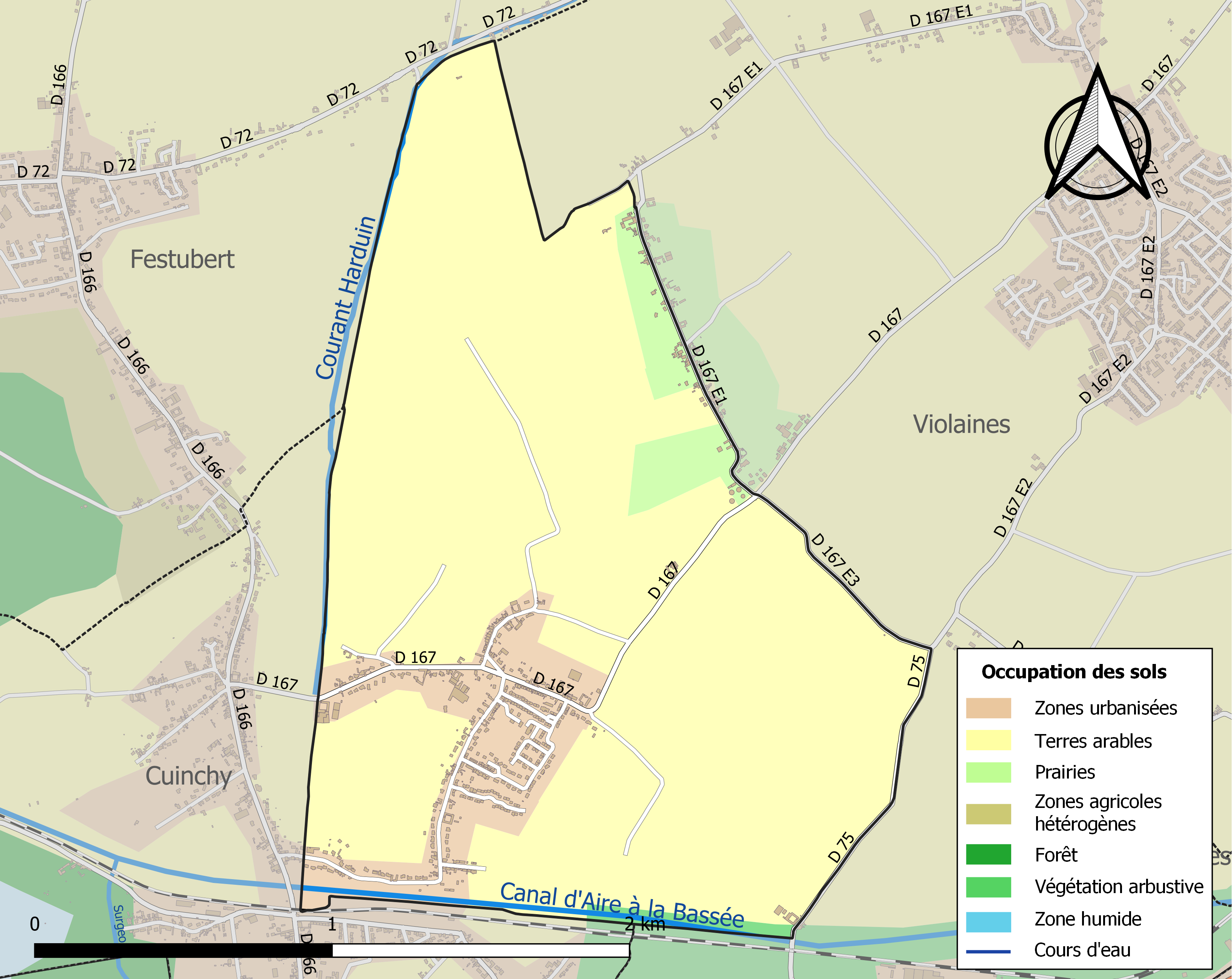
Kaart van de gemeente met belangrijkste infrastructuur, bodemgebruik en omliggende gemeenten

## Demografie
Onderstaande figuur toont het verloop van het inwonertal (bron: INSEE-tellingen).